# 日南テレビ
日南テレビ（にちなんテレビ） は、宮崎県日南市にあるインターネット配信事業者。日南市に関連する地域密着情報や映像をインターネット上に無料で配信する事業を手がける。運営は日南テレビ合同会社。

## 概要
日南市に関するニュース、イベントや観光情報、グルメ情報などを配信。
地上波テレビのようにスケジュール（番組表）に基づく配信ではなく、一部の内容はYouTubeにも掲載される。ローカル情報記事や行事予定など地域に特化した情報なども掲載。

## 沿革
- 2008年8月 - 日南テレビ! として開局
- 2009年9月 - 九州総合通信局主催　九州ウェブサイト大賞2010 - 九州テレコム振興センター会長賞を受賞[1]
- 2019年10月 - スタジオとしても利用する日南スペースをオープン
- 2021年7月 - 法人化